# Таксім (площа)
Пло́ща Таксім (тур. Taksim Meydanı) — майдан у європейській частині Стамбула (квартал Таксім району Бейоглу). Є великим туристичним і рекреаційним місцем відомий своїми ресторанами, магазинами і готелями. Вважається, серцем сучасного Стамбула, з центральною станцією Стамбульського метро. На площі розташований Монумент Республіки (тур. Cumhuriyet Anıtı), який було створено П'єтро Каноніка і відкрито у 1928 році на згадку про п'яту річницю заснування Турецької Республіки після Турецької війни за незалежність.

## Історія
Назва походить від араб. تقسيم — розподіл або розділення. На терені сьогоденної площі розташовувався водний резервуар куди скидали воду магістральні водогони з півночі Константинополя, а вже звідси здійснювався розподіл води містом.
Пізніше біля площі розташовувалось вірменське кладовище «Сурб Акоп» (Святого Акопа), засноване у XVI столітті за часів султана Сулеймана I. Під час триваючого будівництва на площі Таксім були виявлені 16 вірменських могил і залишки стін будівель XIX століття.
Наприкінці травня 2013 року площа стала місцем масових протестів стамбульської громади проти забудови парку Ґезі, а відтак сутичок між демонстрантами і поліцією.

## Пам'ятки

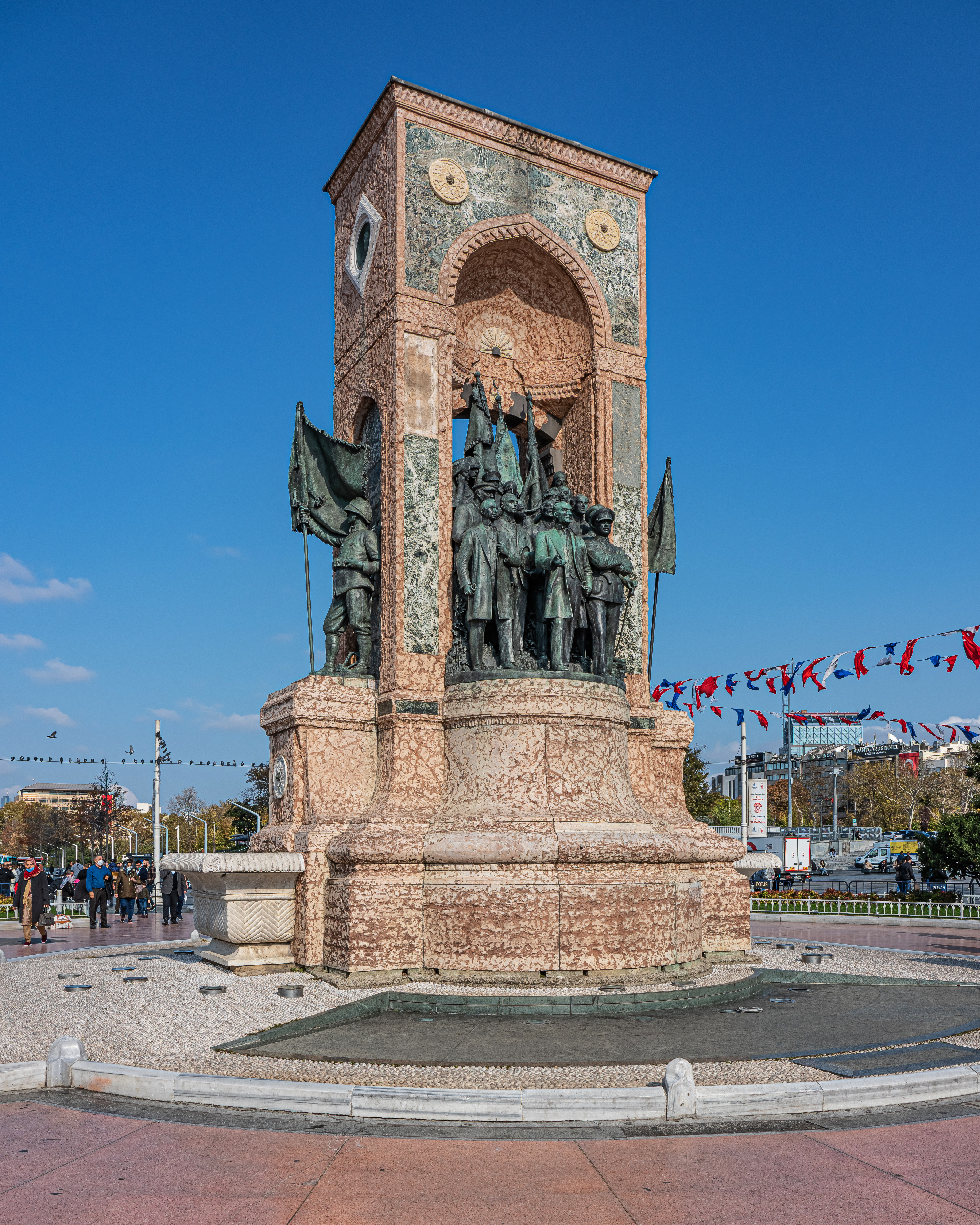
Праворуч скульптури Ататюрка є дві фігури — Климент Ворошилов і Михайло Фрунзе

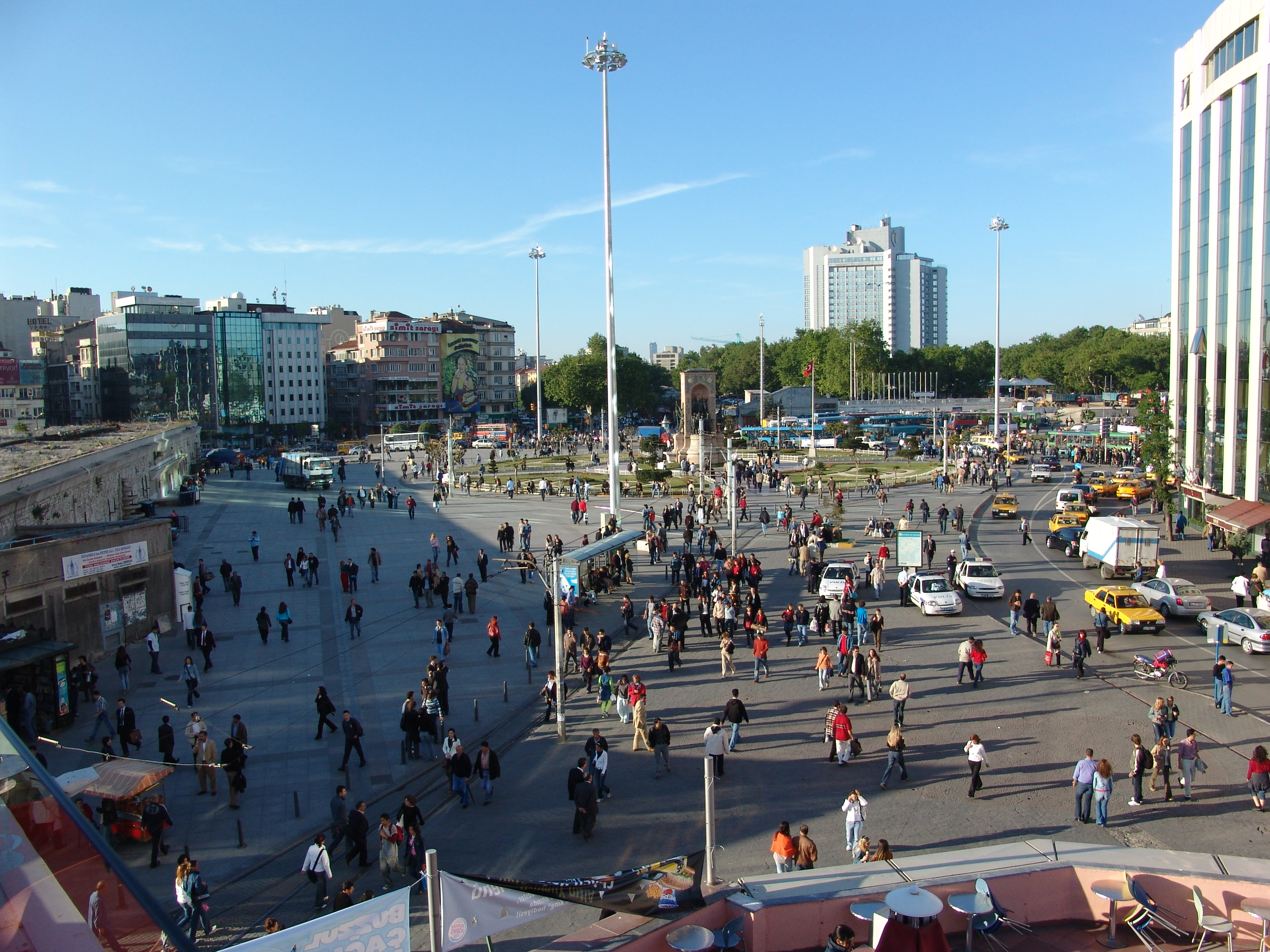
Площа Таксім

У центрі площі знаходиться 12 метровий монумент «Республіка». Монумент символізує армію-визволительку і встановлення республіки. Пам'ятник на площі Таксім включає скульптури маршалів Мустафи Кемаля Ататюрка, Мустафи Ісмета Іненю, Февзі Чакмак і турецький народ.
Крім того, поміщені скульптури Климент Ворошилов і Михайло Фрунзе, за вказівкою Ататюрка, в подяку за військову допомогу з боку Радянської Росії у війні 1920.
Велика, широка будівля, побудована в 1950—1969 роках — Культурний центр ім. Ататюрка (тур. Atatürk Kültür Merkezi). Уздовж культурного центру Ататюрка, починається вулиця Гюмюшсую що прямує до палацу Долмабахче. Праворуч знаходяться консульства Німеччини і Японії. Ліворуч — військова лікарня і технічний університет. Всі ці будівлі датуються XIX сторіччям.
На площі є п'ятизірковий готель «Де-Мармара». З іншого краю площі розташований парк під назвою «Парк Гезі Таксім». У минулі часи на місці цього парку знаходилася велика казарма.
У безпосередній близькості від Таксіму знаходиться монументальний будинок відкритої у 1880 році православної церкви Святої Трійці з двома дзвіницями — найбільшого грецького храму в місті і першого купольного храму, будівництво якого було дозволено в османському Константинополі
28 травня 2021 році на площі відкрито однойменну мечеть

## Транспорт
Площа Таксім є важливим центром громадського транспорту Стамбула. На додаток до діючої як основний пункт пересадки на муніципальні автобусні системи, площа Таксім також кінцева зупинка лінії М2 Стамбульського метро. Лінія ностальгічного трамваю Істікляль — Тюнель також починається в районі Таксіму.
Також варто зазначити фунікулер Кабаташ — Таксім відкритий 29 червня 2006 року, дозволяючи людям піднятися на Таксім всього за 110 секунд, на Кабаташі можна пересісти на станцію метро 4.Levent лінії М2, на ностальгічний трамвай (лінія Т5), лінію Т1 стамбульського трамваю (Çağdaş Tramvay), на декілька автобусних маршрутів і на морський пором.

## Ресурси Інтернету
- Images of Taksim Square [Архівовано 28 листопада 2020 у Wayback Machine.]
- 2006 New Year Celebrations at Taksim Square
- Hotels in Taksim Square [Архівовано 3 березня 2016 у Wayback Machine.]
- Streaming Live from Gezi Park Protest
- Studio Flats and Rooms in Taksim [Архівовано 27 березня 2015 у Wayback Machine.]
- Erasmus Housing in Taksim [Архівовано 2 квітня 2015 у Wayback Machine.]